# Luciola italica
Luciola italica là một loài bọ cánh cứng trong họ Đom đóm (Lampyridae). Loài này được Linnaeus miêu tả khoa học năm 1767.